# Taradeau
Taradeau är en kommun i departementet Var i regionen Provence-Alpes-Côte d'Azur i sydöstra Frankrike. Kommunen ligger i kantonen Lorgues som tillhör arrondissementet Draguignan. År 2022 hade Taradeau 1 899 invånare.

## Befolkningsutveckling
Antalet invånare i kommunen Taradeau
| Referens: INSEE |